# Kyllinga ugogensis
Kyllinga ugogensis är en halvgräsart som först beskrevs av Albert Peter och Georg Kükenthal, och fick sitt nu gällande namn av Kaare Arnstein Lye. Kyllinga ugogensis ingår i släktet Kyllinga och familjen halvgräs.
Artens utbredningsområde är Tanzania. Inga underarter finns listade i Catalogue of Life.